# Lojas Gang
Gang é uma rede de lojas de moda jovem presente no Sul do Brasil, fundada em 17 de abril de 1976.

## História
Teve sua primeira filial na Galeria Malcon, no Centro de Porto Alegre, e era vista como uma butique que revendia diversas marcas.
Em 1978, passa a ser revendedora exclusiva da marca Levi Strauss & Co. no Rio Grande do Sul. Em seguida, surgem novas filiais em Otávio Rocha, Capão da Canoa, Torres e no shopping Iguatemi, em Porto Alegre. Na década de 1990 abre mais lojas, como em Passo Fundo, Caxias do Sul, Novo Hamburgo e em outras cidades. Em seguida surge um projeto com o objetivo de revender a marca em cidades onde não existam lojas próprias.
Em 2000 acontecesse a expansão para Santa Catarina. Em 2011 a marca é expandida para o interior do Rio Grande do Sul. Um ano depois, acontece a aquisição da marca pelo Grupo Lins Ferrão, que detém as Lojas Pompéia.
Hoje existem mais de 40 filiais no Rio Grande do Sul e também em Santa Catarina, e mais de 150 pontos de revendedores autorizados. Já foi premiada consecutivas vezes no Top of Mind Rio Grande do Sul, da Revista Amanhã[carece de fontes?] e no Marcas de Quem Decide, do Jornal do Comércio.[carece de fontes?]